# Les Lumières du soir
Pour plus de détails, voir Fiche technique et Distribution.
Les Lumières du soir (ou Mère abandonnée en Belgique) est un film français réalisé par Robert Vernay  et sorti en 1956.

## Synopsis
Une jeune danseuse de l'Opéra se produit dans un cabaret pour subvenir aux besoins de sa mère, abandonnée par son mari parti en Amérique.

## Fiche technique
- Titre en Belgique : Mère abandonnée
- Réalisation : Robert Vernay
- Scénario : Robert Vernay et Solange Térac
- Décors : Claude Bouxin
- Photographie : André Germain
- Montage : Marthe Poncin
- Musique : Jean Wiener
- Production : Boréal Films
- Format : Noir et blanc - Son mono
- Genre : Drame
- Durée : 95 minutes
- Date de sortie : 
  - France - 7 novembre 1956

## Distribution
- Gaby Morlay : Rose Hessler
- Etchika Choureau : Catherine Hessler
- George Reich : Steve Crown
- Noël Roquevert : le quincaillier
- Zappy Max : Dario
- Aimé Clariond : Franz Hassler
- Robert Arnoux : Angelotti
- Héléna Manson : une demandeuse d'emploi
- Madeleine Barbulée : l'assistante sociale
- Claire Sombert : Claire Chambord, la danseuse
- Jim Gérald : l'avocat Paul Flavier
- Max Elloy : M. Marcel, l'agent de police
- Christian Lude : un ami d'Angelotti
- Lucien Hubert : l'avocat de la défense
- René Bergeron : l'employé du registre
- Robert Le Béal : le détective privé
- Andrée Tainsy : une demandeuse d'emploi
- Paul Bisciglia : un copain de Catherine
- Darry Cowl
- Max Desrau
- Robert Chandeau